# Pablo Seminario y Echandía
Pablo Seminario y Echandía (Piura, 1847 - Piura, 1903) fue un político peruano. Fue parte de la familia Seminario de gran importancia histórica en el departamento de Piura durante el siglo XIX.
En 1868 fue elegido diputado por la provincia de Piura en el departamento homónimo. Ocupó ese cargo hasta 1871. Fue elegido en 1874 como senador por el departamento de Piura ejerciendo ese cargo hasta 1875 y reeligiéndose para el mismo en 1878 y en 1879 ocupándolo durante la Guerra del Pacífico hasta 1881. Partidario de Andrés Avelino Cáceres, luego de la guerra, en 1886 volvió a ser elegido diputado por la provincia de Huancabamba en el mismo departamento. Fue reelegido en 1889.
Durante su gestión como senador, en 1889, Pablo Seminario presentó un proyecto de ley solicitando la repatriación al Perú de los restos mortales de Miguel Grau que estaban en Chile. Ya anteriormente en 1879 había solicitado su ascenso póstumo. En dicho proyecto se planteaba la construcción de un mausoleo en el Cementerio Presbítero Maestro. Este proyecto, apoyado por el diario El Comercio obtuvo apoyo inmediato de los parlamentarios piuranos y del presidente Andrés Cáceres.